# Melody Club
Melody Club — шведская синти-поп-роковая группа, образовавшаяся в Векшё. Сформирована в январе 2000. Успех пришёл в 2002 с песней Palace Station. Эта песня была также популярной в Германии.
Группа имеет частые радиотрансляции в Швеции, Германии, Японии и Дании.
Их стиль определяется как смесь синти-попа и глэм-рока.
Сингл Fever Fever появился в компьютерной игре FIFA 08 от EA Sports.

## Участники группы
- Kristofer Östergren — вокал
- Erik Stenemo — гитара
- Jon Axelsson — синтезатор
- Niklas Stenemo — бас-гитара
- Andy A — ударные

## Дискография

### Альбомы
- 2002 — Music Machine
- 2004 — Face the Music
- 2006 — Scream
- 2007 — At Your Service
- 2009 — Goodbye to Romance

### Синглы
| Year | Single                    | Chart position | Album          |
| Year | Single                    | Sweden         | Album          |
| ---- | ------------------------- | -------------- | -------------- |
| 2002 | «Palace Station»          | 9              | Music Machine  |
| 2002 | «Electric»                | 18             | Music Machine  |
| 2003 | «Covergirl»               | 37             | Music Machine  |
| 2004 | «Take Me Away»            | 16             | Face the Music |
| 2004 | «Baby (Stand Up)»         | 2              | Face the Music |
| 2005 | «Boys In the Girls' Room» | 25             | Face the Music |
| 2005 | «Wildhearts»              | —              | Face the Music |
| 2006 | «Destiny Calling»         | 15             | Scream         |
| 2007 | «Fever Fever»             | 32             | Scream         |
| 2007 | «Last Girl On My Mind»    | 27             | Scream         |